# Asiagomphus giza
Asiagomphus giza là loài chuồn chuồn trong họ Gomphidae. Loài này được Wilson mô tả khoa học đầu tiên năm 2005.